# رافاييل موريرا لوبيز
رافائيل موريرا لوبيز (ولد في لانزاروت، إسبانيا) كان لاعب كرة قدم إسباني. لعب معظم حياته المهنية مع نادي ريال مدريد في مركز المهاجم.
لعب 28 مباراة في الدوري الإسباني وسجل 7 أهداف،ولعب 17 مباراة في كأس إسبانيا وسجل 11 هدفاً.

## وصلات خارجية
- رافاييل موريرا لوبيز على موقع قاعدة بيانات كرة القدم.إي يو (الإنجليزية)
- رافاييل موريرا لوبيز على موقع عالم كرة القدم.نت (الإنجليزية)

- Player's Profile